# Bulbophyllum hirsutiusculum
Bulbophyllum hirsutiusculum é uma espécie de orquídea (família Orchidaceae) pertencente ao gênero Bulbophyllum. .
Está criticamente ameaçado de extinção e pode ser extinto como resultado da coleta ilegal para uso ornamental e coleta de madeira de subsistência.
Foi descrita por Joseph Marie Henry Alfred Perrier de la Bâthie em 1937.